# Tim Helmer
Tim Helmer (Woodstock, Ontario, 1966. november 6. –) kanadai jégkorongozó.

## Pályafutása
Komolyabb junior karrierjét az OHL-es Ottawa 67's-ben kezdte 1981–1982-ben. A következő két szezont a szintén OHL-es North Bay Centennialsben játszotta majd 1983–1986 között ismét az Ottawa 67's keretének a tagja volt. 1984-ben a csapattal megnyerte a Memorial-kupát. Az 1985-ös NHL-drafton a Minnesota North Stars választotta ki a kilencedik kör 174. helyén. A National Hockey League-ben sosem játszott. 1986–1987-ben kezdte meg felnőtt pályafutását az IHL-es Indianapolis Checkersben. A szezon után visszavonult.

## Díjai
- J. Ross Robertson-kupa: 1984
- Memorial-kupa: 1984